# Jean Courbon
Jean Courbon, né le 8 février 1913 à Pélussin dans la Loire et mort le 7 juin 1986 à Gueberschwihr dans le Haut-Rhin, est un ingénieur des ponts et chaussées français.

## Biographie
Après de brillantes études secondaires à Lyon, il réussit les concours d'entrée à l'École normale supérieure et à l'École polytechnique. Reçu premier, il choisit d'entrer à l'École normale. En 1933, il décide de se représenter au concours d'entrée de Polytechnique. En 1935, classé second à la sortie, il choisit d'entrer dans le corps des Ponts et Chaussées et de suivre les cours de l'École nationale des ponts et chaussées.
En 1940 il entre au Service central d'études techniques du ministère des Travaux publics où il sera chargé de la reconstruction des ouvrages pour fait de guerre. En 1943, ayant démontré ses grandes qualités d'analyse dans les solutions techniques des problèmes techniques posés, il est choisi pour donner des cours à l'École des Ponts et Chaussées. Il commence comme répétiteur d'analyse puis de résistance des matériaux.
En 1951, il prend la succession d'Albert Caquot à la chaire de résistance des matériaux. En 1954 il est appelé par Marcel Chalos, son ancien chef de service au Service central d'études techniques, alors président de la société des Grands travaux de Marseille (GTM), pour diriger les études techniques et le service recherche et précontrainte. Cette nouvelle fonction lui permettra de développer les applications du béton précontraint à diverses structures comme les ponts en encorbellement, les tunnels en éléments préfabriqués et les enveloppes de réacteurs nucléaires.
En 1962 il est nommé administrateur de la société d'équipements et d'entreprises (SEEE). En 1972, l'Institut de mécanique théorique et appliquée de l'université Paris VI lui demande de faire un cours sur les voiles minces élastiques. Il développe son cours en traitant du comportement plastique des voiles minces pour évaluer les coefficients de sécurité réels.
Il prend sa retraite en 1978 après une longue carrière pendant laquelle il a pu concevoir de nombreux ouvrages et s'attacher à transmettre son expérience d'ingénieur constructeur dans ses différents cours et dans ses livres. Il est nommé en 1983 ingénieur général des Ponts et Chaussées honoraire. Il a été dans ses livres de résistance des matériaux un diffuseur des méthodes de calculs de Bertrand de Fontviolant, Béteille, Caquot, L'Hermitte, Love, Résal, Stüssi, Timoshenko. Il justifiait sa position d'ingénieur par cette formule : « Pour nous, ingénieurs, la résistance des matériaux n'est pas un prétexte à mathématiques, mais une technique qui utilise des outils mathématiques, presque toujours élémentaires, en vue d'obtenir des résultats numériques permettant de construire en sécurité. »

## Ouvrages d'art
- Pont suspendu d'Ancenis (1943)
- Pont de Lisle-sur-Tarn (1956)
- Pont de Serrières-sur-Ain (1959)
- Pont de la Grande-Côte (1960)
- Pont de Savines (1960)
- Pont de la Pyle (1967)
- Pont de Chaco-Corrientes (1973)
- Tunnel sous-marin de La Havane (1958)

## Distinctions
- Commandeur de la Légion d'honneur
- Officier des Palmes académiques
- Docteur honoris causa de l'École polytechnique fédérale de Lausanne (Suisse)
- Docteur honoris causa de l'université de Salonique (Grèce)

il a reçu plusieurs prix de l'Académie des sciences :
- Prix Rivot (1935)
- Prix Caméré (1946)
- Prix Saintour (1960)